# Centris erythrosara
Centris erythrosara là một loài Hymenoptera trong họ Apidae. Loài này được Moure & Seabra mô tả khoa học năm 1960.